# Franco Moretti
Pour les articles homonymes, voir Moretti.
Franco Moretti est un savant littéraire italien.

## Biographie
Franco Moretti est un chercheur italien en études littéraires, né en 1950 et docteur en littérature moderne de l’université de Rome en 1972. Il a enseigné aux universités de Salerne (1979–1983) et Vérone (1983–1990), ainsi qu’aux États-Unis, aux universités Columbia de New York (1990–2000) et de Stanford (2000–2016), où il a fondé le Center for the Study of the Novel (Centre pour l’étude du roman) et, avec Matthew Jockers, le Stanford Literary Lab. Son dernier ouvrage — Far Country. Scenes from American Culture, publié simultanément en Italie et aux États-Unis en 2019 — est une longue réflexion sur son premier et son dernier enseignements universitaires qui couvre les années 1979–2016.
En 2017, Franco Moretti a été accusé d’agression sexuelle sur Facebook par une femme avec qui il avait eu une liaison 32 ans auparavant. Il a objecté à l’accusation que cette relation était pleinement consentie par les deux partenaires. Un porte-parole de l’université de Stanford avait alors déclaré que l’institution était en train de déterminer «si Stanford devait entamer des actions» contre son professeur. Depuis lors, Stanford n’a jamais pris aucune mesure à son encontre.
Franco Moretti est actuellement professeur honoraire à Stanford, «membre permanent» du Wissenschaftkolleg de Berlin. Il est membre de l’Académie américaine des Arts et des Sciences, de la Société Américaine de Philosophie, de l’Academia Europeana, et un contributeur régulier de la New Left Review. L’oeuvre de ce «grand iconoclaste de la critique littéraire», comme l’a un jour qualifié The Guardian, a été traduite en 30 langues et a fait l’objet de deux ouvrages de commentaires critiques: Reading Graphs, Maps, Trees. Critical Responses to Franco Moretti, en 2011, et Lire de près, de loin, en 2014.

## Œuvre

### La grande tradition bourgeoise
L’un des centres d’intérêt les plus marqués de la recherche de Franco Moretti tient à l’analyse de la culture bourgeoise inaugurée dans The Way of the World (1987), qui présente le roman de formation européen comme la forme symbolique qui permit aux lecteurs du XIXe siècle de donner sens aux révolutions politiques et aux transformations économiques de leur époque. Dans Modern Epic (1996), le panorama s’élargit pour embrasser Faust et Moby Dick, le Ring de Wagner, l’Ulysse de Joyce et les chefs-d’œuvre du réalisme magique sud-américain. Vingt ans plus tard, The Bourgeois (2013) a parachevé cette trilogie sur la bourgeoisie en inventoriant ses mots-clés («utile», «confort», «efficacité», «sérieux») et en interrogeant les métamorphoses de la culture «prosaïque» de Defoe à Ibsen et Max Weber,.

### La géographie, le roman et la littérature comparée
Dans les années 1990, Franco Moretti s’est orienté vers la géographie littéraire (maintenant très étroitement associée à son œuvre),, un champ de recherche alors émergent auquel il a donné une direction programmatique dans son Atlas du roman européen, 1800–1900 (1998). La géographie est également le point de départ de ses «Hypothèses sur la littérature mondiale» (2000), où se trouve formulé, en même temps que La République mondiale des lettres de Pascale Casanova, un nouveau modèle pour la littérature comparée inspiré des travaux historiques de Fernand Braudel et d’Immanuel Wallerstein. Entre 2001 et 2003, Franco Moretti a aussi été le directeur de cinq volumes collectifs publiés par l’éditeur Einaudi sous le titre Il Romanzo (parus en traduction anglaise aux presses universitaires de Princeton en 2007), qui rassemble les contributions de deux cents spécialistes du monde entier — de Beatriz Sarlo à Rossana Rossanda et Henry Zhao, d’Umberto Eco à Meenakshi Mukherjee et Mario Vargas Llosa, de Jean-Michel Rabaté à Ann Banfield ou Claudio Magris — dont l’ensemble redessine la géographie historique et esthétique de la forme romanesque,.

### Lecture à distance
Au fil du temps, Franco Moretti a façonné certains concepts qui sont devenus d’usage courant dans les études littéraires, et dont le plus célèbre est celui de la « lecture à distance »[Quoi ?] (distant reading),,,. (Les essais réunis dans l’ouvrage qui porte ce titre a reçu le Prix du Cercle National de la critique en 2014.) L’idée d’appréhender une culture «de loin» a conduit Franco Moretti à adopter une approche quantitative qu’il a développée dans le cadre des publications régulières du Stanford Literary Lab, avant de les regrouper par la suite dans un ouvrage d’abord paru en français, puis dans d’autres langues,. L’idée même d’un «laboratoire» littéraire lui a valu aussi bien des soutiens que des critiques, dans la mesure où elle introduisait au sein des sciences humaines une organisation de la recherche — «un nouveau paradigme critique», comme l’a appelée The New Yorker — longtemps réservée aux sciences de la nature.

## Affiliations
- Fondateur du Center for the Study of the Novel de l'Université Stanford
- Membre de l'Académie américaine des arts et des sciences
- Membre de la Société américaine de philosophie
- Membre de l'Academia Europaea
- Membre distingué du Collège scientifique de Berlin (Wissenschaftskolleg) (2012–2013)[32]

## Publications
Outre de nombreux articles publiés dans diverses revues littéraires, Franco Moretti a aussi publié plusieurs livres.

### Livres
- Interpretazioni di Eliot, Rome, Savelli, 1975
- Letteratura e ideologie negli anni trenta inglesi, Bari, Adriatica, 1976
- Signs Taken for Wonders : Essays in the Sociology of Literary Forms (trad. Susan Fischer, David Forgacs et David Miller), Londres, NLB: Verso Editions, 1983, 273 p. (ISBN 0-86091-064-4)
- Il romanzo di formazione, Milan, Garzanti, 1986
- (it) Segni e stili del moderno, Turin, Einaudi, 1987, 261 p. (ISBN 88-06-59398-6)
- The Way of the World : The Bildungsroman in European Culture, Londres, Verso, 1987, 256 p. (ISBN 0-86091-159-4)
- Opere mondo : saggio sulla forma epica dal Faust a Cent'anni di solitudin, Turin, Einaudi, 1994, 243 p. (ISBN 88-06-13545-7)
- (en) The Modern Epic : The World-System from Goethe to García Márquez (trad. de l'italien), London, New York, Verso, 1996, 256 p. (ISBN 1-85984-934-2, lire en ligne)
- (it) Atlante del romanzo europeo, 1800-1900, Turin, G. Einaudi, 1997, 208 p. (ISBN 88-06-14132-5)
- (en) Atlas of the European novel, 1800-1900, London, New York, Verso, 1998, 206 p. (ISBN 1-85984-883-4)
- Il romanzo : Le forme, Turin, G. Einaudi, 2003, 982 p. (ISBN 88-06-15290-4)
- (en) Graphs, Maps, Trees : Abstract Models for a Literary History, London, New York, Verso, 2005, 119 p. (ISBN 1-84467-026-0, lire en ligne)
- (en) The Novel : History, geography and culture. 1 (trad. de l'italien), Princeton, N.J., Princeton University Press, 2006, 916 p. (ISBN 0-691-04947-5)
- Richard E. Lee et Franco Moretti, Immanuel Wallerstein and the Problem of the World : System, Scale, Culture, Duke University Press Books, 2011, 263 p. (ISBN 978-0-8223-4848-1, lire en ligne)
- (en) Distant Reading, Londres, Verso, 2013, 254 p. (ISBN 978-1-78168-084-1, lire en ligne)
- (en) The Bourgeois : Between History and Literature, Brooklyn, N.Y., Verso, 2013, 224 p. (ISBN 978-1-78168-085-8, lire en ligne)

## Prix et distinctions
- Prix du National Book Critics Circle (2013)[33]